# Sibelco

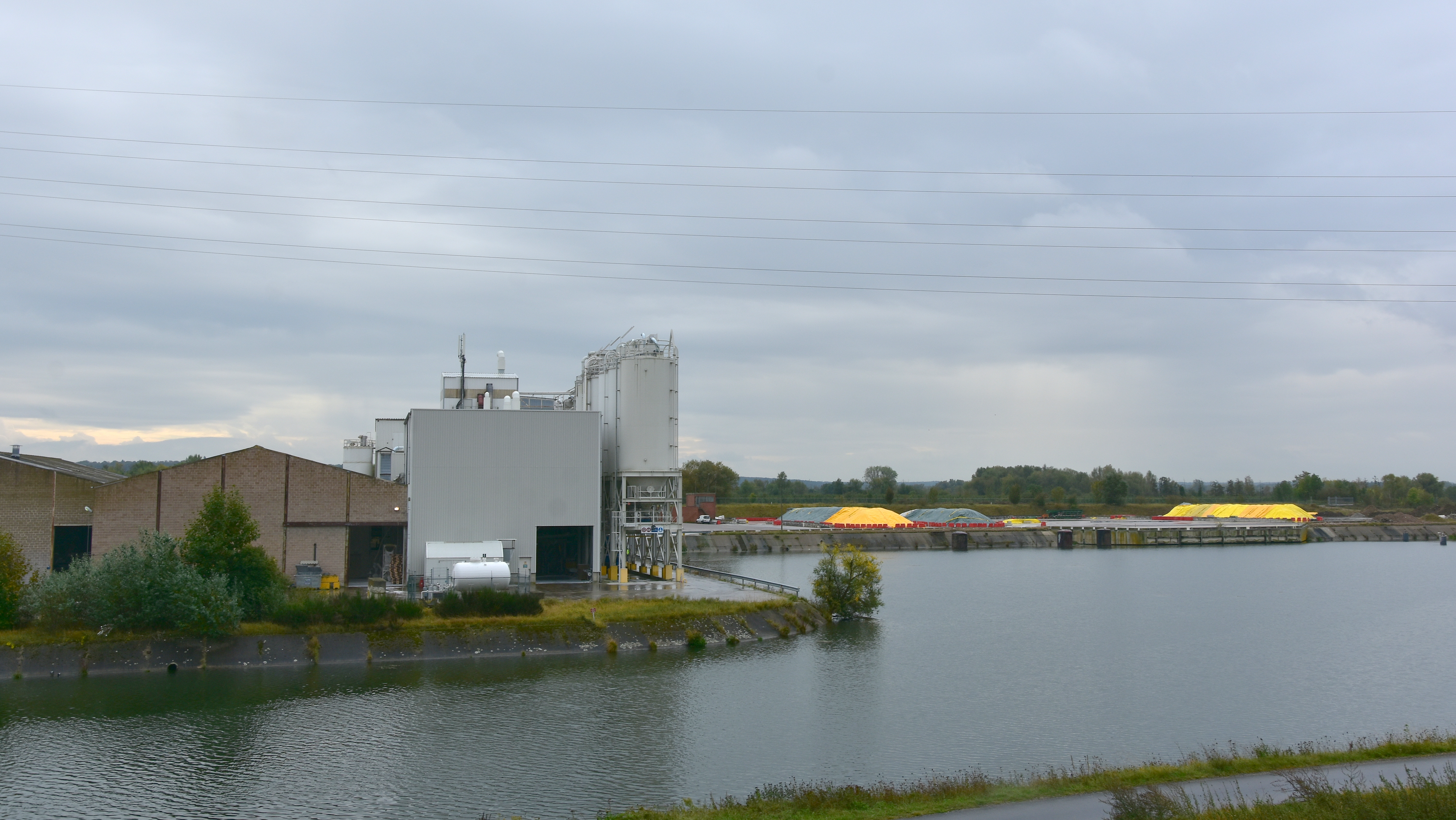
De vestiging te Uikhoven

Sibelco is een Belgisch bedrijf dat onder andere kwartszand exploiteert. Het hoofdkantoor van deze maatschappij bevindt zich te Antwerpen. De maatschappij telt wereldwijd 174 productiesites in 31 landen, met 8500 werknemers waarvan 300 in België. De firma is in handen van een aantal Belgische families, onder meer de familie Emsens.

## Geschiedenis
In 1845 werden bij het graven van het Kanaal Bocholt-Herentals bij Lommel, Dessel en Mol afzettingen van kwartszand ontdekt. Om dit zand te winnen werd in 1875 door Antoon van Eetvelde en het Crédit Général Liégois de onderneming Sablières et Carrières Réunies (SCR) opgericht. Dit bedrijf fuseerde in 1896 tot SCR-Sibelco. De oprichter hiervan was Stanislas Emsens (1853-1912). Het bedrijf schafte in hetzelfde jaar een stoommachine aan, om de zandgroeve te Stevensvennen te mechaniseren. 
Omstreeks 1910 waren er ook veel kleinere bedrijven actief. Het zand werd met behulp van binnenvaartschepen naar de bestemmingen vervoerd. SCR-Sibelco verwierf een grote technologische kennis, en was ook actief in het opsporen en openen van tal van nieuwe vindplaatsen, waardoor de transportkosten konden worden gedrukt. Tegenwoordig heeft Sibelco meer dan 100 groeven in gebruik die zich over de gehele wereld bevinden. In 1955 werd een nieuwe fabriek gebouwd voor het drogen en malen van kwartszand. In 1983 werd te Lommel een nieuwe veredelingsinstallatie gebouwd.
Het Nederlandse bedrijf Ankerpoort NV, met een achttal productiebedrijven in Europa, is sinds 1996 een volledige dochteronderneming van Sibelco. In Heerlen is Sibelco eigenaar van de Sigrano zilverzandgroeve.
Uit kadasteronderzoek met betrekking tot het jaar 2016 bleek dat SCR-Sibelco de grootste private grondbezitter in Vlaanderen was, met rechtstreeks of via dochtervennootschap NMZ ruim 2000 ha in hoofdeigendom.